# Hamilton Branch
Hamilton Branch és una concentració de població designada pel cens dels Estats Units a l'estat de Califòrnia. Segons el cens del 2000 tenia 587 habitants.

## Demografia
Segons el cens del 2000, Hamilton Branch tenia 587 habitants, 251 habitatges, i 190 famílies. La densitat de població era de 209,9 habitants/km².
Dels 251 habitatges en un 20,7% hi vivien nens de menys de 18 anys, en un 68,5% hi vivien parelles casades, en un 2,8% dones solteres, i en un 24,3% no eren unitats familiars. En el 18,7% dels habitatges hi vivien persones soles el 6,8% de les quals corresponia a persones de 65 anys o més que vivien soles. El nombre mitjà de persones vivint en cada habitatge era de 2,34 i el nombre mitjà de persones que vivien en cada família era de 2,63.
Per edats la població es repartia de la següent manera: un 18,7% tenia menys de 18 anys, un 4,8% entre 18 i 24, un 20,3% entre 25 i 44, un 35,6% de 45 a 60 i un 20,6% 65 anys o més.
L'edat mediana era de 49 anys. Per cada 100 dones de 18 o més anys hi havia 105,6 homes.
La renda mediana per habitatge era de 49.083 $ i la renda mediana per família de 49.917 $. Els homes tenien una renda mediana de 50.057 $ mentre que les dones 31.000 $. La renda per capita de la població era de 23.051 $. Entorn del 10,4% de les famílies i el 16,4% de la població estaven per davall del llindar de pobresa.

## Poblacions més properes
El següent diagrama mostra les poblacions més properes.